# رقم ماخ الحرج

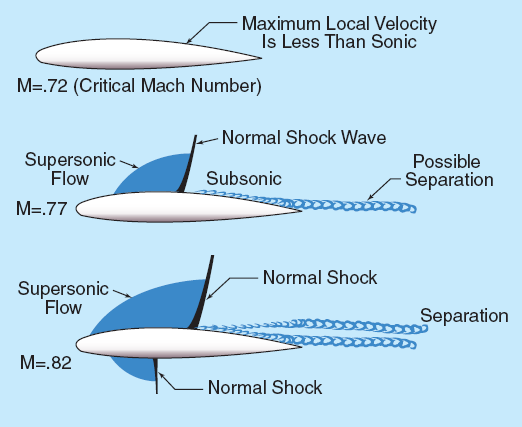
أنماط تيارات عبر الصوتية تمر على جناح الطائرة ويظهر تأثيرها عند الماخ الحرج

في الديناميكا الهوائية فأن رقم الماخ الحرج (Mach number) للطائرة هو أقل مستوى لرقم الماخ بحيث يصل تيار الهواء المار فوق نطاق ما بالجناح إلى سرعة الصوت.
كما هو معروف بجميع الطائرات، فإن تيار الهواء حول الطائرة ليس بالضبط نفس سرعة الطائرة بسبب أن التيار قد يسرع وقد يبطئ من سرعته خلال مروره حول جسم الطائرة. فعند نقطة رقم الماخ الحرج فإن تيار الهواء حول بعض الأماكن القريبة من جسم الطائرة قد يصل لسرعة الصوت في حين أن سرعة الطائرة نفسها أقل من 1.0 ماخ وهذا سيخلق موجة صدمية ضعيفة.
بالسرعات التي أعلى من رقم الماخ الحرج:
- كفاءة السحب ستزداد فجأة مما يسبب بزيادة قوة السحب Drag بشكل مضطرد.[2]
- الطائرة غير المصممة للسرعات الصوتية أو فوق صوتية، فإن تغيير في تيار الهواء المار على اسطح التوجيه سيؤدي لتدهور التحكم بالطائرة.[2]

كذلك الطائرة التي ليست مصممة للطيران حول رقم الماخ الحرج، فإن موجات الصدمة المارة فوق الجناح والذيل تكون كافية لتسبب بسقوط الجناح، وتجعل أسطح التوجيه عديمة التأثير وقد تقود لفقدان السيطرة أو مايسمى Mach tuck. الظواهر المرتبطة بالمشاكل في رقم الماخ الحرج صارت تعرف بالانضغاطية، تلك مشاكل الانضغاطية ادت لحصول عدد من الحوادث المتعلقة بطائرات التجارب أو العسكرية ذات السرعات العالية بالفترة ما بين 1930 و 1940.
ورغم أن في ذلك الوقت لم يكن الانضغاطية معروفا إلا أنه كان السبب في الظاهرة المعروفة باسم حاجز الصوت. الطائرات بذلك الوقت مثل وقد حاولت عدة طائرات كسر الحاجز مثل سوبرمارين سبتفاير ومسرشميت بي اف 109 و P-51 Mustang و جلوستر ميتيور ومسرشميت مي 262 ولوكهيد بي-80 ولكن لم تكن بالأهلية لفعل ذلك بسبب عدم ارتداد الأجنحة للوراء وسماكتها. حتى استطاع جارس يياغر بطائرته بيل إكس-1 للوصول لسرعة 1.0 ماخ وكسر حاجز الصوت.
الطائرات العسكرية ذات السرعة القريبة من الصوت مثل هوكر هنتر وإف-86 سابر صممت لتطير بسرعة أعلى من رقم الماخ الحرج ولكن لم تمتلك محركات تعطي دفع كاف للوصول للرقم 1.0 ماخ خلال الطيران. الطائرات المدنية الحديثة كالإيرباص والبوينغ لديها طاقة التشغيل القصوى اقل من 1.0 ماخ ولكنها قادرة على العمل بصورة روتينية بسرعة أعلى من الماخ الحرج.
الطائرات فوق الصوتية مثل الكونكورد وإف-104 ستارفايتر وإنجلش إلكتريك لايتنينغ وميراج III وميج 21 قد صممت لتتخطى سرعة الصوت خلال الطيران. فالأجنحة نحيفة جدا مما يساعدها على رفع مستوى الرقم الحرج للماخ.
يختلف رقم الماخ الحرج من جناح إلى جناح. الأجنحة السميكة لديها رقم أقل للماخ الحرج وذلك لأن الجناح الاسمك يمرر تيار الهواء بشكل أسرع من الجناح النحيف.